# Hard to Make a Stand
Singles de Sheryl Crow
Everyday Is a Winding Road (1997) A Change Would Do You Good (1997)
Pistes de Sheryl Crow
Redemption Day
(6) Everyday Is a Winding Road
(8)
Hard to Make a Stand est une chanson de l'artiste américaine Sheryl Crow, septième piste et troisième single extraits de son deuxième album éponyme (1996). Le titre est sorti en single uniquement en Europe, au Canada, au Japon et en Afrique du Sud.
Il existe un clip réalisé pour cette chanson par Matthew Amos, d'après une prestation scénique live à Londres. Une vidéo de ce titre joué sur scène est aussi présente sur le DVD du concert de Sheryl Crow en 2006 : Wildflower Tour, Live from New York.

## Linguistique du titre

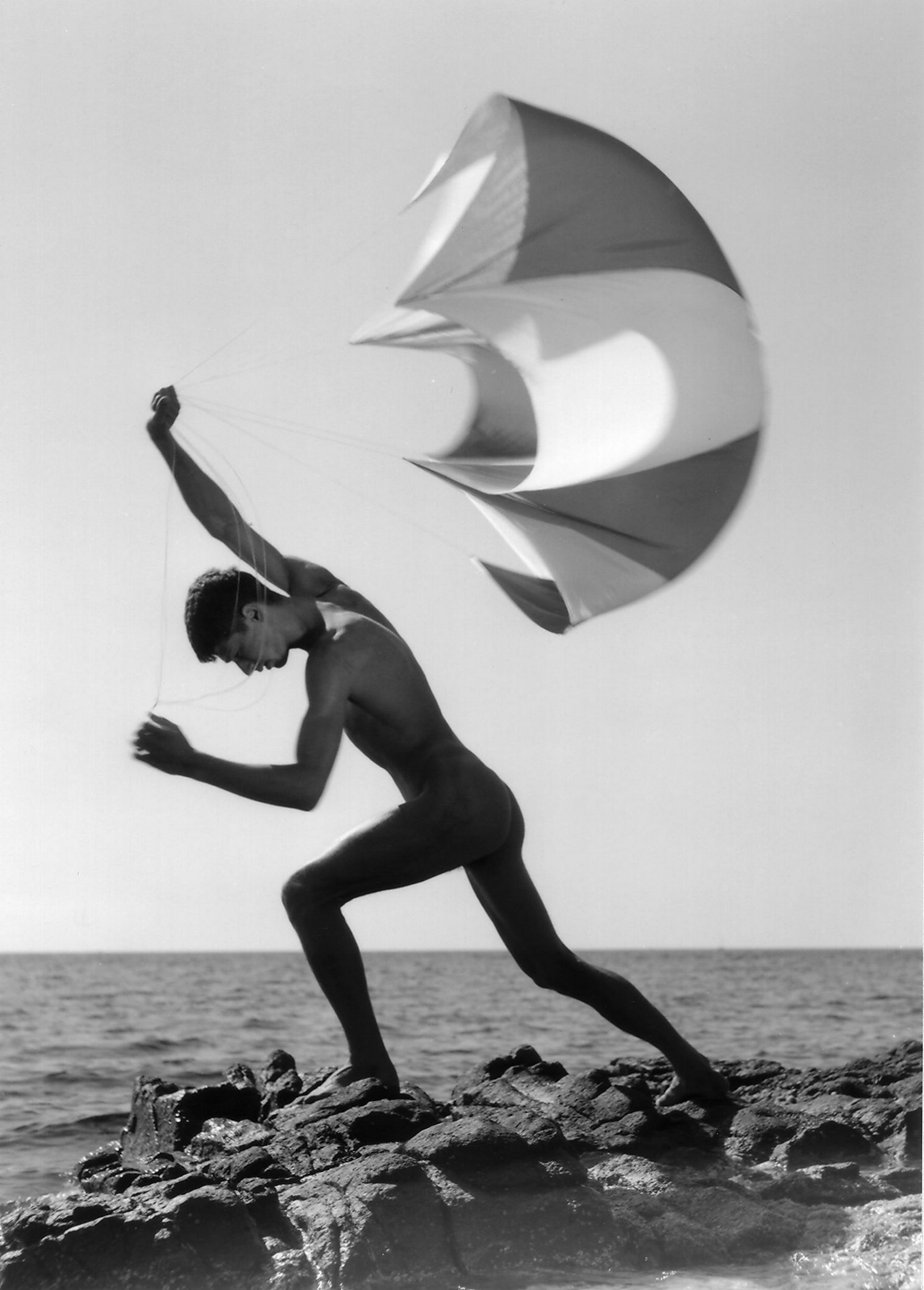
Tenir debout face à l'adversité n'est pas chose aisée (La danse du vent, photographie de Richard Forster, Corse, 1995)

Le titre Hard to Make a Stand prononcé : /hɑ:ɹd tə meik ə stænd/ en anglo-américain exprime la difficulté de faire acte de résistance face à l'adversité, de s'opposer. et pourrait se traduire en français par dur de faire opposition pour une version sourcière ou encore pas évident de se tenir vent debout dans une approche plus cibliste du texte.
La chanson, tout en laissant libre à interprétation, traite de différents types d'opposition, personnelle, sociétale, comme le fait de déroger aux conventions sociales qui trouve écho par des réponses souvent disproportionnées et violentes : ♫My friend, oh Lawdy, went to take care of her own body / She got shot down in the road.
Chaque cas évoqué se trouve ponctué par le refrain qui reprend le titre en guise d'aphorisme : ♫it's hard to make a stand...

## Le regard des critiques
Dans le mensuel Rolling Stone, David Fricke critique négativement le titre Hard to Make a Stand en le comparant à un sous-produit marketing de Tumbling Dice des Rolling Stones et de Sweet Jane du groupe Velvet Underground,.

## Disponibilités du titre
CD1 Royaume-Uni
1. Hard to Make a Stand
2. Hard to Make a Stand (version alternative)
3. Hard to Make a Stand (live BBC Simon Mayo Session)
4. In Need

CD2 Royaume-Uni
1. Hard to Make a Stand
2. Sad Sad World
3. No One Said It Would Be Easy (live from Shepherd's Bush Empire in London)
4. If It Makes You Happy (live from Shepherd's Bush Empire in London)

Single CD 2-titres Europe
1. Hard to Make a Stand
2. Sad Sad World

Single DC Japon
1. Hard to Make a Stand
2. If It Makes You Happy (live)
3. On the Outside (live)
4. No One Said It Would Be Easy (live)

## Crédits et collaborateurs
Les crédits sont adaptés de la pochette du CD2 britannique et des notes du disque.
Studio
- Enregistré au Sunset Sound Factory (Los Angeles, en Californie, USA)

Équipe
| - Sheryl Crow – écriture, chants, basse, guitare acoustique, orgue Hammond, production - Bill Bottrell – écriture - Todd Wolfe – écriture - R.S. Bryan – écriture | - Steve Donnelly – guitare électrique - Pete Thomas – batterie - Tchad Blake – mixage, enregistrement - Jeri Heiden – design pochette - Jim Wright – photographie |

## Clins d’œil et reprises
La chanteuse et guitariste américaine Shannon Curfman a repris Hard to Make a Stand, qui constitue la huitième piste de son album paru en 1999, intitulé Loud Guitars, Big Suspicions,.